# Cochranella megista
Cochranella megista es una especie  de anfibio anuro de la familia Centrolenidae. Se encuentra en Colombia. Se encuentra amenazada de extinción por la pérdida de su hábitat natural.